# 斯里
斯里（巴利語：或සිරි或សិរិ Siri），又译作師利（梵文： Śrī）、室利、尸利、「西」、「师里」、「斯瑞」等，是源自于梵文的前缀词语，常在东亚、东南亚、南亚的佛教、印度教、耆那教地区以及俄罗斯佛教地区使用。
斯里的本意是“光明”、「荣耀」、「光荣」、“美觀”，引申义有“莊嚴”、“吉祥”，古文佛典裡多音译作師利、室利或意译作吉祥、莊嚴、威德，如文殊師利菩薩（Mañjuśri），又譯曼殊室利菩薩，意譯“妙吉祥”；大吉祥天女（Mahāśrī）也譯為“摩訶室利”。而用在人名前时，应译作“先生”、“女士”，或“吉”、“聖”，亦可不译（有时这个词在一些人名面前会被重复多次，以示尊敬）；如斯瑞·奧羅賓多（Śrī Arabinda）。在地名前时，常意译作“聖”、“吉”，或不译，有时也有译作“斯里”、“师里”等。这个词在神灵名称前时翻译为“聖”。斯里的词根原指一神灵。

## 在各语言中的形式
| 语言文字     | 写法                  | 注释               |
| ------------ | --------------------- | ------------------ |
| 阿萨姆语     | শ্রী                    |                    |
| 孟加拉语     | শ্রী                    |                    |
| 天城文       | श्री                    |                    |
| 印尼语       | Sri                   | 常用于人名前       |
| 爪哇语       | ꦱꦿꦶ（Sri）              | 常用于人名前       |
| 卡纳达语     |                       |                    |
| 马来语       | سري（Seri）           |                    |
| 马拉雅拉姆语 | ശ്രീ                    |                    |
| 缅甸语       | （Thiri）             |                    |
| 奥里雅语     | ଶ୍ରୀ                    |                    |
| 旁遮普语     | ਸ਼੍ਰੀ                    |                    |
| 僧伽罗语     | ශ්‍රී                     |                    |
| 泰米尔语     | ஸ்ரீ（Shre，Shree）     |                    |
| 泰卢固语     | శ్రీ                    |                    |
| 泰语         | （Siri）、（Sri、Si） | 常用作爵名或地名前 |